# Beesel
Beesel é um município dos Países Baixos, situado na província de Limburgo. Tem 29,15 km² de área e sua população em 2020 foi estimada em 13.439 habitantes.